# Distrito de Ingenio
El distrito de Ingenio es uno de los veintiocho que conforman la provincia de Huancayo, ubicada en el departamento de Junín, en el centro del Perú. Según el censo de 2017, tiene una población de 2.376 habitantes.
Limita por el norte con la provincia de Concepción; por el este y por el sur con el distrito de Quilcas, y por el oeste con el distrito de Quichuay y la provincia de Concepción.
Desde el punto de vista jerárquico de la Iglesia Católica forma parte de la Arquidiócesis de Huancayo.

## Historia
Fue creado por Ley N.º 12334 del 10 de junio de 1955, en el gobierno del Presidente Manuel A. Odría.

## Geografía
El distrito abarca una superficie de 53,29 km², se encuentra a una altitud de 3 460 m s. n. m. y tiene una población de 2.376 habitantes.

## Capital
Su capital es el poblado de Ingenio.

## Autoridades

### Municipales
- 2019-2022[3]
  - Alcalde: Merwin de Jesús Leonardo Medina Ávila, Partido Sierra y Selva Contigo Junín (Sierra y Selva Contigo Junín).
- 2015-2018[4]
  - Alcalde: Percy Huayta Oré, Partido Acción Popular (AP).
  - Regidores: Isidoro Laureano Rodríguez (AP), Isaías Nixon Baldeón Meza (AP), Belinda Miguel Gamarra (AP), Flor Luz Rodríguez Buendía (AP), Luvia Rodríguez Chávez (Juntos por Junín).
- 2011-2014[3]
  - Alcalde: Percy Huayta Oré, Partido Acción Popular (AP).
  - Regidores: Delia Enriqueta Chávez Posadas (AP), Clovaldo Gustavo Herrera Ríos (AP), Percy Castillo Salomé (AP), Andrés Herrera Torres (AP), Hugo Abel Meza Rodríguez (APRA).
- 2007-2010
  - Alcalde: Walter Meza Vargas.

### Policiales
- Comisaría 
  - Comisario: Sgto. PNP

### Religiosas
- Arquidiócesis de Huancayo[5]
  - Arzobispo: Mons. Pedro Barrego Jimeno, SJ.
- Parroquia[6]
  - Párroco:

## Festividades
- Octubre: Virgen del Pilar